# Ross McInnes
Ross McInnes (urodzony 1957) to szkocki bilardzista, zawodowy gracz w ósemkę angielską oraz speed poola. 
McInnes jest czterokrotnym mistrzem świata, czterokrotnym mistrzem Europy oraz dziesięciokrotnym mistrzem Szkocji w ósemce angielskiej. Jest jedną z najpopularniejszych postaci w tym sporcie; przez aż 14 lat plasował się na pierwszym miejscu w światowym rankingu tego sportu. Jest również dwukrotnym mistrzem świata w speed poola - jego światowy rekord szybkości pozostawał niepobity przez 8 lat. Zawodowo gra również w dziewiątkę, chociaż odnosi w niej mniejsze sukcesy. 
Wśród swoich fanów znany jest także pod przydomkiem the flying Scotsman (język angielski: latający Szkot). W 2002 poślubił sędzię snookerową Michaelę Tabb, z którą żył w związku od 1993. Ma z nią dwójkę dzieci. Obecnie mieszka w Dunfermline w Fife we wschodniej Szkocji.